# Heavy Trash
Heavy Trash är ett amerikanskt rockabillyband baserat i New York. Bandet skapades av Jon Spencer, tidigare medlem i Pussy Galore och Jon Spencer Blues Explosion, och Matt Verta-Ray, tidigare Madder Rose och Speedball Baby, 2005. Bandet startades som ett sidoprojekt och tre album har släppts hittills (2009).

## Medlemmar
- Jon Spencer (född 4 februari 1965 i Hanover, New Hampshire)[4] – sång, trummor, elgitarr, akustisk gitarr, barytongitarr, basgitarr, orgel
- Matt Verta-Ray (född 1963 i Kairo, Egypten) – trummor, elgitarr, akustisk gitarr, barytongitarr, basgitarr, orgel

## Diskografi
Studioalbum
- 2005 – Heavy Trash
- 2007 – Going Way Out With Heavy Trash
- 2009 – Midnight Soul Serenade

Singlar
- 2008 – "Punk Rock Mama" / "Trouble"
- 2008 – "Nervis" / "Say Yeah"
- 2008 – "Panik" / "We Got To Go"

Samlingsalbum
- 2015 – Noir!